# Commission gouvernementale de Sigmaringen

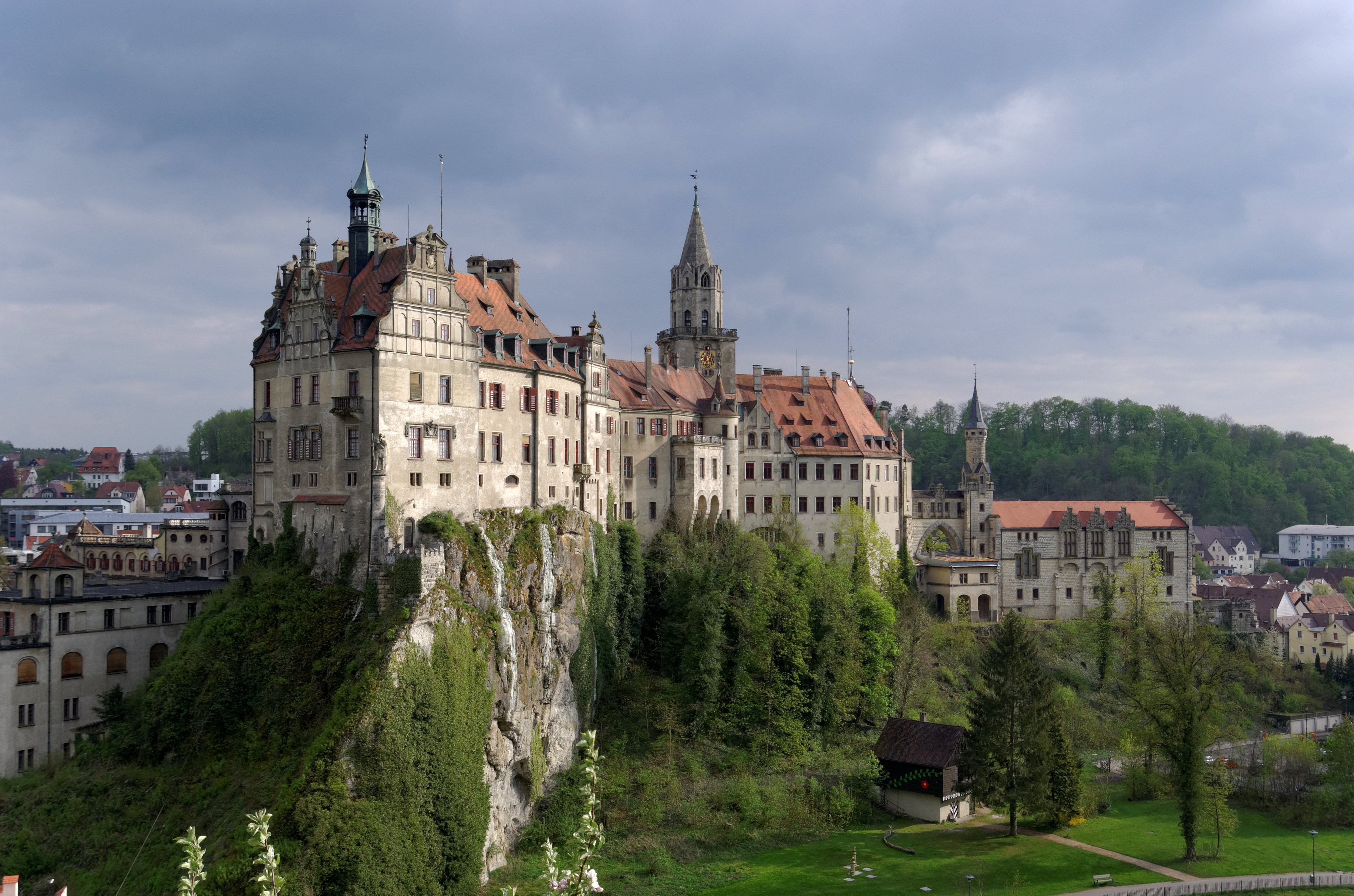
Schloss Sigmaringen (2015)

Die Commission gouvernementale de Sigmaringen (deutsch: Regierungskommission Sigmaringen), zunächst auch als Délégation gouvernementale française pour la défense des intérêts français en Allemagne (Französische Regierungsdelegation für die Verteidigung der französischen Interessen in Deutschland) und später als Commission gouvernementale française pour la défense des intérêts nationaux (Französische Regierungskommission für die Verteidigung der nationalen Interessen) bezeichnet, bestand vom 6. September 1944 bis zum 22. April 1945. Sie war die Exilregierung des Vichy-Regimes, die von den deutschen Behörden in einer eigens von Hitler beschlossenen und geschaffenen französischen Enklave innerhalb des Reiches im Schloss Sigmaringen, der ehemaligen Residenz des Hauses Hohenzollern-Sigmaringen in Sigmaringen im Südwesten Deutschlands, installiert wurde. Dort versammelten sich die letzten Vertreter der französischen Kollaboration mit dem NS-Regime.

## Vorgeschichte
Am 6. Juni 1944 landeten die Alliierten auf dem französischen Festland und stießen nun von allen Seiten auf das Deutsche Reich vor. Am 17. August 1944 hielt Premier- und Außenminister Pierre Laval eine letzte Ministerversammlung mit fünf verbliebenen Ministern ab. Er versuchte, die alte Nationalversammlung mit Zustimmung der Deutschen zu versammeln, um die Macht an ihn zu übergeben und so den Kommunisten und de Gaulle den Weg zu versperren. Zu diesem Zweck holte er die Zustimmung des deutschen Botschafters Otto Abetz ein, um Édouard Herriot (Präsident des Abgeordnetenhauses) nach Paris zu holen. Die Ultra-Kollaborateure Marcel Déat und Fernand de Brinon protestierten jedoch bei den Deutschen, die daraufhin ihre Meinung änderten: Sie brachten Laval sowie Reste seiner Regierung „zur Gewährleistung seiner legitimen Sicherheit“ nach Belfort und verhafteten Édouard Herriot.
Am selben Tag (dem 17. August 1944) forderte der deutsche diplomatische Sonderbeauftragte Cecil von Renthe-Fink in Vichy Pétain auf, in die Nordzone zu gehen, doch Pétain lehnte dies ab und verlangte eine schriftliche Ausfertigung dieser Forderung. Diese erhielt er am 19. August: „Die Reichsregierung gibt die Anweisung, die Verlegung des Staatschefs auch gegen seinen Willen vorzunehmen.“ Nachdem er den Schweizer Botschafter Walter Stucki als Zeugen für diese Erpressung herangezogen hatte, unterwarf sich Pétain.
Am 20. August 1944 wurde Pétain gegen seinen Willen auf Schloss Morvillars verbracht; er und Laval legten aus Protest ihre Ämter nieder.

## Commission gouvernementale de Sigmaringen

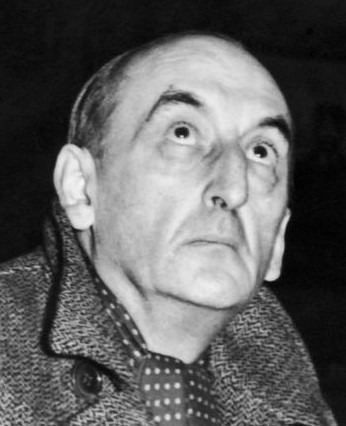
Fernand de Brinon (1885–1947)

Am 6. September 1944 wurde eine Regierungskommission unter der Leitung von Fernand de Brinon ausgerufen. Angesichts des alliierten Vormarsches wurden Pétain und Laval, gefolgt von einem Teil des Vichy-Regimes, am 7. September 1944 zum Schloss Sigmaringen gebracht, wo sie am 8. September 1944 ankamen. Etwa 1000 Mitarbeiter des Vichy-Regimes und einige hundert Mitglieder der französischen Miliz bildeten in der deutschen Stadt eine französische Enklave.
Die Regierungskommission hielt mit Fahnen, Musikkapellen, Radios, Zeitungen und Briefmarken bis April 1945 die Illusion einer Regierung und eines Staates aufrecht. Pétain forderte die Deutschen auf, die auf dem Schloss gehisste französische Flagge zu entfernen. Pétain weigerte sich, sein Amt auszuüben und sich an den Aktivitäten der Regierungskommission unter dem Vorsitz von Fernand de Brinon zu beteiligen. Er zog sich in seine Gemächer im Schloss zurück, während er seine zukünftige Verteidigung vorbereitete. Trotz der Bemühungen der Kollaborateure und der Deutschen erkannte Pétain die Sigmaringer Kommission nie an.
Als Mitglieder der Commission fungierten:
- Fernand de Brinon, Präsident
- Joseph Darnand, Staatssekretär des Inneren
- Jean Luchaire, Kommissar für Information
- Eugène Bridoux, Kommissar für französische Kriegsgefangene
- Marcel Déat, Arbeitsminister

## Aktivitäten
Jean Luchaire, der Kommissar für Information, gründete am 26. Oktober 1944 die Tageszeitung La France, die sich an die Leserschaft der Exilanten richtete und bis zum 13. März 1945 erschien. Diese Publikation wurde von der Commission als offizielle Zeitung verwendet.
Während Darnand und Bridoux sich kaum an der Commission beteiligten, erließ Déat als Minister mehrere Dekrete, bildete ein größeres Kabinett und übernahm die Verantwortung für den Service du travail obligatoire, den Pflichtarbeitsdienst für französische Gefangene. Der Kollaborateur Jacques Doriot gründete im Januar 1945 ein „Komitee für die französische Befreiung“, wurde aber kurze Zeit später bei einem Fliegerangriff getötet.
Die Kommission verfügte über einen eigenen Radiosender (Radio-patrie, Ici la France) und eine offizielle Presse (La France, Le Petit Parisien) und beherbergte die Botschaften der Achsenmächte: Deutschland, Italien und Japan. In der Enklave lebten etwa 6000 Menschen, darunter bekannte kollaborierende Journalisten, Schriftsteller und ihre Familien, sowie 500 Soldaten, 700 französische SS-Leute, Kriegsgefangene und französische zivile Zwangsarbeiter.

## Das Ende

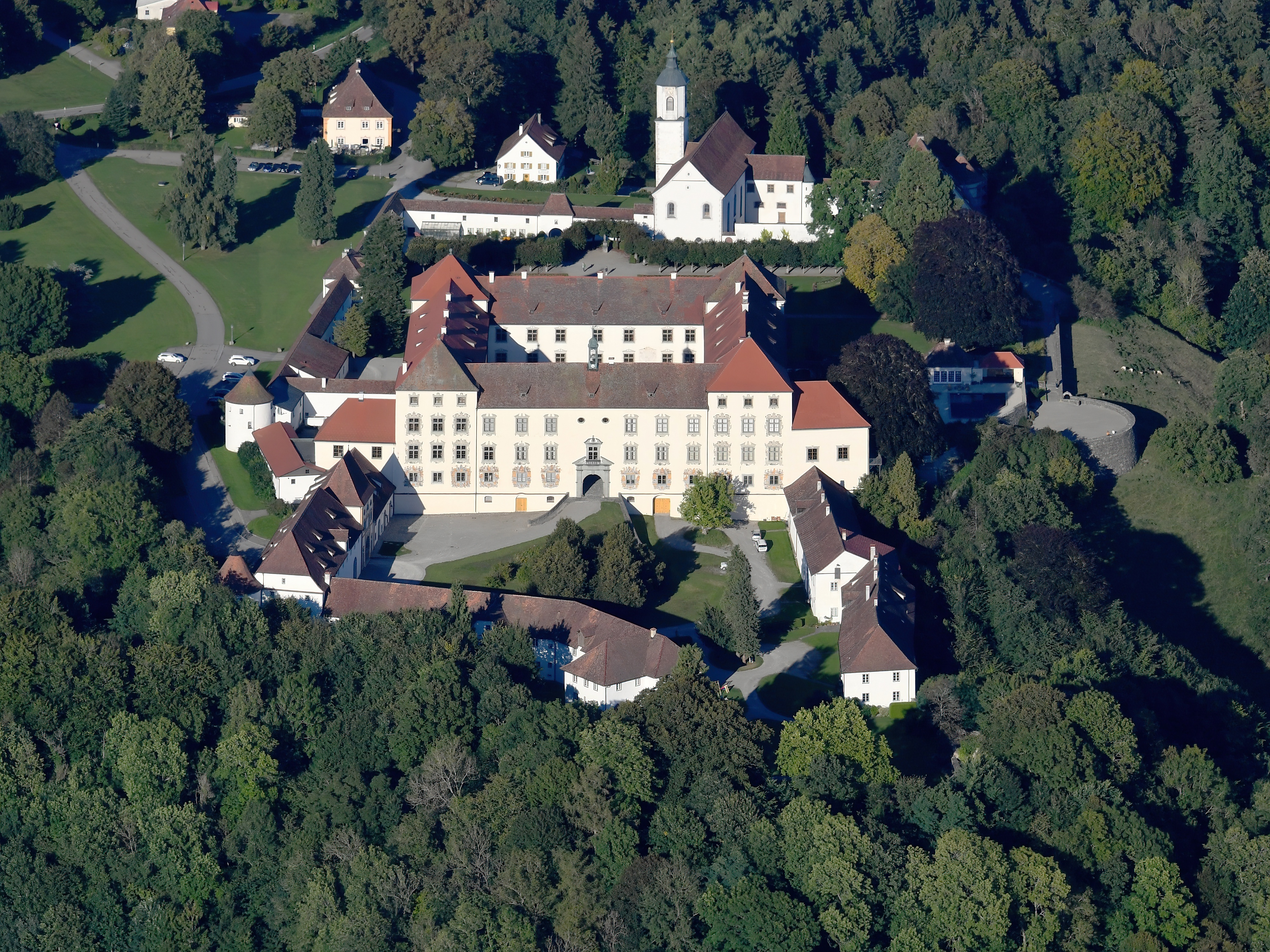
Schloss Zeil

Ab Februar 1945 begannen die Absetzbewegungen der Kollaborateure, nachdem sich der Vormarsch General de Lattres beschleunigt hatte. Am 21. April 1945 stand das 1. französische Armeekorps unter General Béthouart in Donaueschingen, 60 Kilometer westlich von Sigmaringen. Pétain, seine Frau und sein engster Kreis wurden nun zunächst nach Wangen und danach auf das Schloss Zeil bei Leutkirch im Allgäu evakuiert. Als Zeil von alliierten Bombern angegriffen wurde, gab Pétain auf und weigerte sich, einer weiteren Evakuierung innerhalb des Reichs zuzustimmen. Stattdessen ließ er sich mit Zustimmung der dortigen Behörden in die Schweiz bringen. Dort bat er die Regierung, ihn an Frankreich zu übergeben, was am 26. April 1945 geschah. Lavals Asylantrag wurde von der Schweiz abgelehnt; er ging nach Spanien ins Exil.
Am 22. April nahmen die Truppen der Provisorischen Regierung der Französischen Republik Sigmaringen ohne größeren Widerstand ein und beendeten die Existenz der Commission gouvernementale de Sigmaringen.
Drei der fünf Regierungsmitglieder wurden verhaftet und erschossen:
- Fernand de Brinon flüchtete in ein Hotel in der Nähe von Innsbruck. Er wurde von amerikanischen Truppen festgenommen, den französischen Behörden übergeben und im Mai 1945 nach Paris gebracht. Im März 1947 wurde er zum Tode verurteilt und am 7. April im Gefängnis von Fresnes hingerichtet, da seine Begnadigung vom neu gewählten Präsidenten der Republik, Vincent Auriol, abgelehnt worden war.[30]
- Jean Luchaire, der nach Meran in den italienischen Alpen geflohen war, stellte sich während der Besetzung der Stadt der amerikanischen Militärpolizei, wurde aber auf freiem Fuß belassen. Er wurde etwas später von französischen Agenten der amerikanischen Militärsicherheit identifiziert. Daraufhin wurde er anderthalb Monate lang in Mailand inhaftiert und im Juli 1945 nach Frankreich ebenfalls in das Gefängnis von Fresnes überführt. Nachdem er versucht hatte, seinen Prozess zu verzögern, wurde er am 23. Januar 1946 zum Tode verurteilt und am 22. Februar 1946 im Fort de Montrouge erschossen, da seine Begnadigung abgelehnt worden war.[31]
- Joseph Darnand wurde am 3. Oktober 1945 zum Tode verurteilt und am 10. Oktober 1945 im Fort de Châtillon erschossen. Er hatte an General de Gaulle geschrieben und nicht um seine Begnadigung, sondern um die seiner Milizmänner gebeten.[32]

Zwei Personen konnten entkommen und starben im Exil:
- Eugène Bridoux wurde im Mai 1945 von den amerikanischen Truppen festgenommen. Er wurde nach Frankreich zurückgebracht und im Fort de Montrouge interniert. Als er aus gesundheitlichen Gründen in das Krankenhaus Val-de-Grâce in Paris verlegt wurde, konnte er von dort fliehen und setzte sich nach Spanien ab, wo er 1955 starb. Er war 1948 vom Hohen Gerichtshof zum Tode verurteilt worden.[33]
- Marcel Déat versteckte sich mit Hilfe italienischer Geistlicher mit seiner Frau in den italienischen Bergen, dann in Genua und schließlich in Turin, wo er 1955 starb. Er war im Juni 1945 in Abwesenheit zum Tode verurteilt worden.[34]

## Weitere Personen, die im Sigmaringer Exil lebten
- Victor Barthélemy (1906–1985), Politiker, späterer Funktionär des Front National
- Maud de Belleroche (1922–2017), Schriftstellerin und Schauspielerin
- Jean Bichelonne (1904–1944), Politiker des Vichy-Regimes
- Abel Bonnard (1883–1968), Schriftsteller
- Louis-Ferdinand Céline (1894–1961), Schriftsteller (der dort seinen Roman D'un château l'autre, dt. Von einem Schloss zum andern schrieb)
- Lucette Destouches (1912–2019), Tänzerin und Ehefrau von Céline
- Roland Gaucher (1919–2007), Journalist und Schriftsteller
- Jacques de Lesdain (1880–1976), Journalist, 1950 in Abwesenheit zum Tode verurteilt
- Robert Le Vigan (1900–1972), Schauspieler
- Corinne Luchaire (1921–1950), Schauspielerin, Tochter von Jean Luchaire
- Bernard Ménétrel (1906–1947), Arzt Pétains
- Georges Oltramare (1896–1960), Schweizer Politiker; 1950 in Abwesenheit in Frankreich zum Tode verurteilt
- Lucien Rebatet (1903–1972), Journalist und Schriftsteller
- Simon Sabiani (1888–1956), Politiker

## Filme
- Sigmaringen, Le dernier refuge; Regie Serge Moati, Arte France 2015
  - deutsch: Sigmaringen, Hauptstadt Frankreichs[35]
- Sigmaringen, l'ultime trahison, Dokumentarfilm von Rachel Kahn und Laurent Perrin, 1996, 56 min (VHS)[36]
- Die Finsternis; Regie Thomas Tielsch, 2005, nach dem Roman von Céline[37]